# Холлоуэй, Макс
Джеро́м Ма́кс Ке́лиай Хо́ллоуэй (англ. Jerome Max Keli'i Holloway; род. 4 декабря 1991 года в Гонолулу, штат Гавайи, США) — американский боец смешанных единоборств, выступающий под эгидой UFC в полулёгкой весовой. Бывший чемпион UFC в полулёгком весе. Обладатель пояса BMF в UFC. Занимает  3 строчку официального рейтинга UFC в лёгком весе..
Занимает 12 строчку официального рейтинга UFC среди лучших бойцов независимо от весовой категории (англ. pound-for-pound).

## Биография
Макс Холлоуэй — гаваец с самоанскими и английскими корнями, родился и вырос на Гавайах, в городе Ваианае. В раннем возрасте увлёкся единоборствами, занимался кикбоксингом, затем переключился на ММА и к 19 годам набил себе рекорд 4:0. Живёт и тренируется в островном штате США.
Дебютировал в UFC в 2012-м году с поражения Дастину Порье болевым приёмом. Затем были победы и поражения, после одного из которых (Конору Макгрегору) Макс за 4 года одержал 11 побед подряд и забрал пояс у когда-то непобедимого Жозе Альду.
Макс с 2012 года женат на гавайской модели, Каимане Паалухи. У пары в 2012-м родился сын. На бои всё время выходит с флагом этого штата, даже шорты у него в раскраске Гавайев, а не США.

## Карьера
10 декабря 2016 Холлоуэй нокаутировал Энтони Петтиса на турнире UFC 206 и завоевал титул временного чемпиона UFC в полулёгком весе. 
3 июня 2017 на турнире UFC 212 в Бразилии, Макс Холлоуэй в 3 раунде нокаутировал чемпиона UFC в полулёгком весе Жозе Алду, тем самым завоевав титул чемпиона UFC в полулёгком весе. 
3 декабря того же года на турнире UFC 218 в Детройте (США) Холлоуэй провёл реванш с Жозе Алду, Холлоуэй вновь нокаутировал Альдо в третьем раунде, тем самым защитив пояс чемпиона UFC в полулёгком весе. 
9 декабря 2018 на турнире UFC 231 в Торонто (Канада) чемпиону предстояло встретиться с непобежденным претендентом Брайаном Ортегой, на протяжении всего поединка чемпион доминировал над претендентом. Бой был остановлен врачом после 4 раунда, тем самым Холлоуэй вновь защитил титул. 
13 апреля 2019 прошёл поединок Холлоуэй-Порье за титул временного чемпиона UFC в лёгком весе. Бой завершился победой Порье единогласными решением судей. 
27 июля 2019 Холлоуэй защитил титул чемпиона UFC в полулёгком весе в бою с Фрэнки Эдгаром. 15 декабря утратил титул в бою с Александром Волкановски. 
11 июля 2020 года состоялся реванш, в котором Макс проиграл раздельным решением. 
26 октября 2024 года состоялся титульный бой против Илии Топурии, в котором Холлоуэй впервые за карьеру проиграл нокаутом.
19 июля 2025 года состоялся бой за титул BMF против Дастина Порье на UFC 318.Холлоуэй одержал победу единогласным решением и защитил пояс BMF

## Статистика в профессиональном ММА
| Боёв 35  | Побед 27 | Поражений 8 |
| -------- | -------- | ----------- |
| Нокаутом | 12       | 1           |
| Сдачей   | 2        | 1           |
| Решением | 13       | 6           |

| Результат | Рекорд | Соперник              | Способ                      | Турнир                                        | Дата             | Раунд | Время | Место                       | Примечание                                                                                         |
| --------- | ------ | --------------------- | --------------------------- | --------------------------------------------- | ---------------- | ----- | ----- | --------------------------- | -------------------------------------------------------------------------------------------------- |
| Победа    | 27-8   | Дастин Порье          | Единогласное решение        | UFC 318                                       | 20 июля 2025     | 5     | 5:00  | Новый Орлеан, Луизиана, США | Защитил титул чемпиона «BMF» (1)                                                                   |
| Поражение | 26-8   | Илия Топурия          | KO (удары)                  | UFC 308                                       | 26 октября 2024  | 3     | 1:34  | Абу-Даби, ОАЭ               | Бой за титул чемпиона UFC в полулегком весе.                                                       |
| Победа    | 26-7   | Джастин Гейджи        | KO (удар)                   | UFC 300                                       | 13 апреля 2024   | 5     | 4:59  | Лас-Вегас, Невада, США      | «Завоевал титул BMF», «Выступление вечера» (5), «Лучший бой вечера» (5); «Нокаут года»; «Бой года» |
| Победа    | 25-7   | Чон Чхан Сон          | KO (удар)                   | UFC Fight Night: Холлоуэй vs. Корейский зомби | 26 августа 2023  | 3     | 0:23  | Каланг, Сингапур            | «Лучший бой вечера» (4)                                                                            |
| Победа    | 24-7   | Арнольд Аллен         | Единогласное решение        | UFC Fight Night: Холлоуэй vs. Аллен           | 15 апреля 2023   | 5     | 5:00  | Канзас-Сити, Миссури, США   | |
| Поражение | 23-7   | Александр Волкановски | Единогласное решение        | UFC 276                                       | 2 июля 2022      | 5     | 5:00  | Лас-Вегас, Невада, США      | Бой за титул чемпиона UFC в полулегком весе.                                                       |
| Победа    | 23-6   | Яир Родригес          | Единогласное решение        | UFC Fight Night: Холлоуэй vs. Родригес        | 13 ноября 2021   | 5     | 5:00  | Лас-Вегас, Невада, США      | «Лучший бой вечера» (3)                                                                            |
| Победа    | 22-6   | Кэлвин Каттар         | Единогласное решение        | UFC on ABC: Holloway vs. Kattar               | 16 января 2021   | 5     | 5:00  | Абу-Даби, ОАЭ               | «Лучший бой вечера» (2)                                                                            |
| Поражение | 21-6   | Александр Волкановски | Раздельное решение          | UFC 251                                       | 11 июля 2020     | 5     | 5:00  | Абу-Даби, ОАЭ               | Бой за титул чемпиона UFC в полулегком весе.                                                       |
| Поражение | 21-5   | Александр Волкановски | Единогласное решение        | UFC 245                                       | 14 декабря 2019  | 5     | 5:00  | Лас-Вегас, США              | Утратил титул чемпиона UFC в полулегком весе                                                       |
| Победа    | 21-4   | Фрэнки Эдгар          | Единогласное решение        | UFC 240                                       | 27 июля 2019     | 5     | 5:00  | Эдмонтон, Канада            | Защитил (3) титул чемпиона UFC в полулегком весе                                                   |
| Поражение | 20-4   | Дастин Порье          | Единогласное решение        | UFC 236                                       | 13 апреля 2019   | 5     | 5:00  | Атланта, США                | Бой за титул временного чемпиона UFC в лёгком весе. «Лучший бой вечера» (1)                        |
| Победа    | 20-3   | Брайан Ортега         | TKO (Остановка врачом)      | UFC 231                                       | 9 декабря 2018   | 4     | 5:00  | Торонто, Канада             | Защитил (2) титул чемпиона UFC в полулегком весе. Бой вечера. «Выступление вечера» (4)             |
| Победа    | 19-3   | Жозе Алду             | TKO (удары)                 | UFC 218                                       | 3 декабря 2017   | 3     | 4:51  | Детройт, США                | Защитил (1) титул чемпиона UFC в полулегком весе                                                   |
| Победа    | 18-3   | Жозе Алду             | TKO (удары)                 | UFC 212                                       | 3 июня 2017      | 3     | 4:13  | Рио-де-Жанейро, Бразилия    | Завоевал титул бесспорного чемпиона UFC в полулегком весе                                          |
| Победа    | 17-3   | Энтони Петтис         | TKO (удары)                 | UFC 206                                       | 10 декабря 2016  | 3     | 4:50  | Торонто, Канада             | Завоевал титул временного чемпиона в полулегком весе. «Выступление вечера» (3)                     |
| Победа    | 16-3   | Рикардо Ламас         | Единогласное решение        | UFC 199                                       | 4 июня 2016      | 3     | 5:00  | Инглвуд, Калифорния, США    | |
| Победа    | 15-3   | Джереми Стивенс       | Единогласное решение        | UFC 194                                       | 12 декабря 2015  | 3     | 5:00  | Лас-Вегас, США              | |
| Победа    | 14-3   | Чарльз Оливейра       | TKO (травма шеи)            | UFC Fight Night: Holloway vs. Oliveira        | 23 августа 2015  | 1     | 1:39  | Саскатун, Канада            | |
| Победа    | 13-3   | Каб Свонсон           | Удушающий прием (гильотина) | UFC on Fox: Machida vs. Rockhold              | 18 апреля 2015   | 3     | 3:58  | Нью-Арк, США                | «Выступление вечера» (2)                                                                           |
| Победа    | 12-3   | Коул Миллер           | Единогласное решение        | UFC Fight Night: Henderson vs. Thatch         | 14 февраля 2015  | 3     | 5:00  | Брумфилд, Колорадо, США     | |
| Победа    | 11-3   | Акира Корассани       | Нокаут (удары)              | UFC Fight Night: Nelson vs. Story             | 4 октября 2014   | 1     | 3:11  | Стокгольм, Швеция           | «Выступление вечера» (1)                                                                           |
| Победа    | 10-3   | Клэй Коллард          | TKO (удары)                 | UFC Fight Night: Henderson vs. dos Anjos      | 23 августа 2014  | 3     | 3:47  | Талса, Оклахома, США        | |
| Победа    | 9-3    | Андре Фили            | Удушающий прием (гильотина) | UFC 172                                       | 26 апреля 2014   | 3     | 3:39  | Балтимор, США               | |
| Победа    | 8-3    | Уил Чоп               | TKO (удары)                 | UFC Fight Night: Saffiedine vs. Lim           | 4 января 2014    | 2     | 2:27  | Сингапур                    | «Лучший нокаут вечера» (1)                                                                         |
| Поражение | 7-3    | Конор Макгрегор       | Единогласное решение        | UFC Fight Night: Shogun vs. Sonnen            | 17 августа 2013  | 3     | 5:00  | Бостон, США                 | |
| Поражение | 7-2    | Деннис Бермудес       | Раздельное решение          | UFC 160                                       | 25 мая 2013      | 3     | 5:00  | Лас-Вегас, США              | |
| Победа    | 7-1    | Леонард Гарсия        | Раздельное решение          | UFC 155                                       | 29 декабря 2012  | 3     | 5:00  | Лас-Вегас, США              | |
| Победа    | 6-1    | Джастин Лоуренс       | TKO (удары)                 | UFC 150                                       | 11 августа 2012  | 2     | 4:49  | Денвер, США                 | |
| Победа    | 5-1    | Пэт Шиллинг           | Единогласное решение        | The Ultimate Fighter: Live Finale             | 1 июн 2012       | 3     | 5:00  | Лас-Вегас, США              | |
| Поражение | 4-1    | Дастин Порье          | Сдача (рычаг локтя)         | UFC 143                                       | 4 февраля 2012   | 1     | 3:23  | Лас-Вегас, США              | |
| Победа    | 4-0    | Эдди Ринкон           | Единогласное решение        | UIC 4 — War on the Valley Isle                | 1 июля 2011      | 3     | 5:00  | Гонолулу, США               | |
| Победа    | 3-0    | Харрис Сарменто       | Раздельное решение          | X-1 — Champions 3                             | 12 марта 2011    | 5     | 5:00  | Гонолулу, США               | Победа в X-1 Lightweight Championship.                                                             |
| Победа    | 2-0    | Брисон Камака         | Нокаут (удары)              | X-1 — Island Pride                            | 6 ноября 2010    | 1     | 3:09  | Гонолулу, США               | |
| Победа    | 1-0    | Дюк Сарагоса          | Единогласное решение        | X-1 — Heroes                                  | 11 сентября 2010 | 3     | 5:00  | Гонолулу, США               | |